# Я и ты (фильм, 2012)
«Я и ты» (итал. Io e te) — итальянская драма режиссёра Бернардо Бертолуччи с актёрами Теа Фалько и Якопо Ольмо Антинори в главных ролях. Фильм был представлен вне конкурса на Каннском кинофестивале 2012 года.
Последний фильм режиссёра Бертолуччи. Режиссёр снял его, находясь в инвалидном кресле, после десятилетнего перерыва в творчестве. Бернардо Бертолуччи руководил производством фильма в Риме, практически не покидая окрестностей собственного дома. 

## Сюжет
Четырнадцатилетнему Лоренцо сложно общаться с окружающими людьми. Он больше внимания уделяет своему внутреннему миру. Весь класс на неделю едет в горы кататься на лыжах, а Лоренцо, купив необходимую еду, тайком на всё это время поселяется в подвале своего многоквартирного дома. Таким образом, он создает свой собственный мир, наполненный музыкой, компьютером, книгой, которую читает вслух, и насекомыми, которых он кормит и наблюдает. 
Однако его одиночество прерывается с неожиданным появлением в его убежище странной девушки, его сводной сестры, Оливии, страдающей от героиновой зависимости. Она пришла поискать в подвале свои вещи и наткнулась на брата. Оливия сначала уходит, но затем вынуждена вернуться. Неохотно принятая, она вступает в противоречие с скрытным и любящим одиночество Лоренцо, которого раздражает  присутствие сестры. Но когда Оливия начинает сильно страдать от отмены лекарств и снотворного, Лоренцо, соглашается пойти в больницу, где лечится его бабушка, и взять несколько бутылочек снотворного. 
Постепенно Оливия и Лоренцо понимают, что между ними много общего: они оба одиноки и не находят себе места в мире. Брат и сестра начинают доверять друг другу. Жалея девушку, главный герой готов  даже рискнуть быть обнаруженным, чтобы добыть для неё еду.  В последнюю ночь Лоренцо и Оливия  устроивают "пир" из украденной из холодильника матери Лоренца еды. Во время празднования "скорого выхода на свет" Оливия совершает исповедь, объясняя  брату, что каждый человек имеет свою точку зрения, и благодаря этому все смотрят на мир по-разному. Далее Оливия говорит, что после употребления героина никто не может причинить ей боль, но она хочет что-то чувствовать. 
Герои дают друг другу клятвы. Лоренцо обещает не вести себя как ребёнок и общаться с одноклассниками, а Оливия клянётся никогда не употреблять наркотики. 
В финале фильма зрители видят, как Лоренцо обнимает сестру и, улыбаясь, направляется домой. Неделя "каникул" изменила их обоих.
Главный герой на первый взгляд кажется зрителю типичным сложным подростком. Однако, по мнению критиков, оказавшись под взглядом Бертолуччи, Лоренцо уже не может быть типичным, ведь и его «сложность» не обыденна: в отличие от других подростков он очень любит быть один. Пока его сверстники обманывают родителей, чтобы тайно попасть на вечеринку к друзьям, Лоренцо врет матери, чтобы насладиться одиночеством и провести несколько спокойных дней с книгой и музыкой в подвале собственного дома. Будучи постарше, Лоренцо мог бы быть молодым революционером, увлеченным марксизмом, но пока он лишен идеологических ориентаций, и именно это интересно Бертолуччи: обращаясь к судьбе героя подросткового возраста (впервые в своей карьере!), режиссёр пытается пробиться к подлинности. 

## В ролях
Для того, чтобы найти актёра на роль Лоренцо, Бертолуччи отсмотрел большое количество претендентов, однако только увидев большие глаза Якопо Олмо, его прическу в духе Роберта Смита из The Cure, маленькое лицо, которое напомнило режиссёру молодого Малькольма МакДауэлла и,  персонажей картин Пазолини, смог принять решение.  
Режиссёр также говорил, что услышав впервые голос исполнителя главной роли, он подумал: неужели парню правда 14 лет? С этого момента актёр начал раскрываться в глазах Бертолуччи. Он был мальчиком, но при этом прирожденным актером, удивительно гибким к требованиям режиссера. 
Поиски актрисы на роль Оливии также были продолжительные. Бертолуччи отмечал, что исполнительница главной женской роли в его фильме - "Особая девочка", поскольку, когда он первый раз увидел Теа Фалько и спросил ее: «О чем ты думаешь»? Она ответила: «Я думаю о том, как хорошо бы было мне не иметь свою точку зрения. Тогда нам с вами не придется спорить». 

Кроме того, актриса, как и её героиня, занимается творчеством. Так, с 2010 года в Музее современного искусства в Лос-Анджелесе представлен её проект под названием «Я стена», который состоит из 7 фотографий и двух видео. Её фотоработы были отмечены рядом наград в области искусства фотографии, например, она получила премию Базилио Кашелла в мае 2011 года. 
Исполнитель роли психолога в фильме предстаёт в инвалидном кресле, что отсылает к инвалидности режиссёра на момент съёмок. 
- Якопо Ольмо Антинори — Лоренцо
- Теа Фалько — Оливия
- Соня Бергамаско — мать Лоренцо
- Вероника Лазар — бабушка Лоренцо
- Пиппо Дельбоно — психолог